# 少年アシベ
『少年アシベ』（しょうねんアシベ）は、森下裕美による日本の漫画、およびそれを原作としたアニメ。

## 概要
1988年から1994年まで『週刊ヤングジャンプ』（集英社）に連載、単行本全8巻。1990年にはOVAが製作、1991年にはテレビアニメ『少年アシベ』、1992年には『少年アシベ2』が放送。2000年から2004年にかけて、続編に当たる『COMAGOMA』（コマゴマ）が連載。2011年から2012年まで『まんがタウン』（双葉社）にて、『少年アシベセレクション』刊行に合わせた『少年アシベ』より抜き再掲が、4色カラーに改稿したうえで行なわれた。2016年より23年ぶりに新作のテレビアニメが放映されている。また、2017年より『月刊アクション』（双葉社）にて高校1年生になったアシベ達を描く続編『青少年アシベ』を連載開始。原作は森下が担当するが作画は森下自ら指名したBL漫画家・笑平が担当する。同誌の休刊により、『webアクション』への移籍が発表、2024年5月17日から連載再開。『漫画アクション』（同社）にて、小学3年生になったアシベ達を描く続編『小3アシベ QQゴマちゃん』が2020年第7号から連載中。2016年7月時点で累計部数は2000万部を記録している。
ゴマフアザラシの赤ちゃんであるゴマちゃんと小学1年生の芦屋アシベ（あしや アシベ）達の交流を描いたギャグ漫画。それまでの4コマ漫画とは異なり、ストーリー展開が豊富で異なるキャラクターのドラマが同時に進行していくという、4コマ漫画の新たな活用が見られる作品。

## あらすじ
主人公の少年・芦屋アシベは近所に住んでいた同級生の阿南スガオとはとても仲が良かったが、小学1年のある時、大工職人であるアシベの父ちゃんが建築中の家を火の不始末で燃やすという事件を起こしてしまう。親子はそれまで住んでいた一軒家を引き払い、父ちゃんの実家付近である目黒区のアパートに転居。同時にアシベも転校することとなる。
アパートに転居して間もない頃、道路を歩いていたアシベの目の前を通りかかったトラックから白い物体が落下。魚だと思ったアシベは夕飯として食べるつもりで家まで連れ帰った。父ちゃんが台所で切りさばこうとするが、魚ではなさそうだとして動物図鑑で調べてみると、ゴマフアザラシの赤ちゃんだとのこと。父ちゃんが「食って食えないことはないが、アザラシの赤ん坊がかわいそうじゃないか」と言った直後、アシベの「じゃあ、こいつ飼おうぜ!」という一言で、「ゴマちゃん」と名付けて芦屋家の家族の一員として飼うこととなる。
一方、アシベと離ればなれになったスガオは悲しみに暮れる毎日。その上、父の転勤に伴いネパールへ一家転住。山から下りて来たイエティ、学校に行けないスガオの家庭教師として依頼を請けた元修行僧などが家に居座ったり、フランス領コラコラ島（架空）に配転になるなど問題が多発。
しかし、阿南家は日本に戻ってくることになり、アシベとスガオの2人は、クリスマスの日に無事再会を果たす。

## 登場人物
芦屋 アシベ
本作の主人公。ゴマちゃんの飼い主でもある。
ゴマちゃん
本作の準主人公。ゴマフアザラシの赤ちゃんで体の色は真っ白。
アシベの父ちゃん
アシベの父であり、大工。
アシベの母ちゃん
アシベの母であり、主婦。
アシベのじいちゃん（父方）
アシベの父方の祖父であり、芦屋商事の社長。
阿南 スガオ
アシベの親友で、家庭の事情でネパール→コラコラ島で暮らす。愛称は「スガオくん」。
イエティ
ネパールの山の守り神であるイエティの子供。
チットちゃん
スガオのネパールでのガールフレンド。
麻原 遊馬
アシベのクラスメイトで親友。愛称は「ゆうまくん」。
天地 まお
アシベのクラスメイトで親友。愛称は「まおちゃん」。
荒川 ユミコ
アシベのクラスメイトである少女。愛称は「ユミコちゃん」。
坂田 新一
アシベのクラスメイト。愛称は「サカタ」。
坂田 幸一
サカタの2歳年上の兄。
ペッペッペッ・ソーランアレマ
芦屋商事の社長秘書で、ギリシャ人の女性。愛称は「ペッペッペッさん」。
両々（リャンリャン）
中華料理店「王々軒」で働いている女性。
王（ワン）さん
リャンリャンの父で、王々軒の店主。
リコ
王々軒でアルバイトしている女子短大生。

## COMAGOMA
『少年アシベ』の続編として『週刊ヤングジャンプ』に連載、単行本全6巻。前作から以下の変更点などがある。
- 『少年アシベ』では小学1年生であったアシベは、『COMAGOMA』では小学2年生に進級している。
- 芦屋家には、『少年アシベ』の時にはなかったコードレスホンが備えられている。
- 芦屋家の住むアパートには駐車場が備えられ、『少年アシベ』の時には所有してなかったマイカーを所有しており、アシベの父ちゃんが自ら運転している。
- アシベの父ちゃんが担いでいる道具入れは、道具箱から道具袋に変わっており、時代背景の変化からか携帯電話を所持している。
- 父の転勤で外国に移住していた阿南家は『少年アシベ』のラストシーンでアシベ達が出迎えに行くところで終わっている事をうけ、日本に帰国している。
- 『少年アシベ』の時は、当時のバブル景気を反映してか、大豪邸を所有し大手企業の社長を務める大金持ちの父方のじいちゃんが登場していたが、『COMAGOMA』以降は、一般的に多く見られる庶民派の生活をしている母方のじいちゃんと、ばあちゃんが共に登場している。父方のじいちゃんやその部下たちは一切登場しない。
- 『少年アシベ』に登場していた、ゆうま、ゆうまのママ、まおちゃん、まおちゃんのパパ、まおちゃんのママ、サカタ、サカタの兄など、アシベの学校の友達関係の人物は『COMAGOMA』の初期の巻では登場していなかったが、ファンからの要望もあってか途中の巻から登場するようになった。
- 豪華客船の船長であったまおちゃんのパパは、長女の真子ちゃんの出生に立会うために辞職して突然帰国、後にアシベの父ちゃんに弟子入りして大工に転職している。
- 隣町に住んでいる友達のマコトと犬（ゴロー）も登場している。『COMAGOMA』の初期から登場しているマコトはゆうまと同じ髪型であったことから、『COMAGOMA』の途中の巻から登場しているゆうまの髪型が急遽変更されている。（作中ではゆうま曰く、イメチェンで髪型を変えたということになっている）
- 『COMAGOMA』以降はサカタの父と母も登場し、まおちゃんのパパとサカタの父と母の3人が共に同級生仲間である。小学生時代、まおちゃんのパパはサカタの母によくいじめられていたために、まおちゃんのパパとサカタの母との2人の仲は今でも良くない（実際は『COMAGOMA』以前にもサカタ父母は登場している）。
- 『少年アシベ』では少々ブラックなギャグやナンセンスを取り入れた描写も散見されたが、『COMAGOMA』では緩和され、ほのぼのギャグ漫画に路線を変更している。
- 通常の、雑誌掲載4コマ漫画（1ページに2本掲載される）と異なり、1ページ全体を4分割したパノラミックなコマ割りになっている。当初は、全話（全頁）にゴマちゃんが登場していたが、後半は前作同様、脇役たちを平行して描くモジュラー型の展開も見られるようになった。

## 青少年アシベ
『COMAGOMA』の続編として双葉社『月刊アクション』で2017年9月号から休刊号の2024年4月号まで連載。その後、『webアクション』に移籍し、2024年11月8日まで連載。「御神楽高校」に通う高校生になったアシベ達を描いており、原作・構成を森下が、作画を笑平が担当している。
制作手順はまず森下が毎回コマ割りまである程度作り込んだネームを描き、それを笑平がアレンジして二人三脚する形という流れになっている。

## 書誌情報

### 少年アシベ
- 森下裕美 『少年アシベ』 集英社〈ヤングジャンプ・コミックス ワイド判〉、全8巻
  1. 「ゴマちゃんが家に来た日」1989年4月25日発売、ISBN 4-08-861751-7
  2. 「アシベの誕生日」1989年8月25日発売、ISBN 4-08-861752-5
  3. 「自慢の秘書」1990年5月25日発売、ISBN 4-08-861753-3
  4. 「家族の絆」1991年1月25日発売、ISBN 4-08-861754-1
  5. 「さよならネパール」1991年11月25日発売、ISBN 4-08-861755-X
  6. 「ゴマちゃんの秘密」1992年11月25日発売、ISBN 4-08-861756-8
  7. 「キューッの正体」1993年6月25日発売、ISBN 4-08-861757-6
  8. 「スガオ君の帰還」1994年3月25日発売、ISBN 4-08-861758-4
- 森下裕美 『少年アシベ』 集英社〈集英社文庫コミック版〉、全4巻
  1. 2001年8月発売、ISBN 4-08-617732-3
  2. 2001年8月発売、ISBN 4-08-617733-1
  3. 2001年10月発売、ISBN 4-08-617734-X
  4. 2001年10月発売、ISBN 4-08-617735-8
- 森下裕美 『少年アシベセレクション』 双葉社〈アクションコミックス〉、全2巻
  1. 「ゴマちゃんセレクション」2011年4月28日発売、ISBN 978-4-575-83902-9
  2. 「アシベとスガオとゴマちゃんと」2012年11月12日発売、ISBN 978-4-575-84155-8
- 森下裕美 『少年アシベ』 双葉社〈アクションコミックス〉、全8巻 
  1. 「ゴマちゃんが家に来た日」2016年4月1日発売、ISBN 978-4-575-84780-2
  2. 「ネパールの生活」2016年4月28日発売、ISBN 978-4-575-84793-2
  3. 「おじさんの恋」2016年5月28日発売、ISBN 978-4-575-84808-3
  4. 「闘うゴマちゃん」2016年7月28日発売、ISBN 978-4-575-84834-2
  5. 「ゴマちゃんのお手伝い」2016年9月28日発売、ISBN 978-4-575-84860-1
  6. 「夢のパーティー」2016年11月28日発売、ISBN 978-4-575-84891-5
  7. 「雪の日の予感」2017年1月28日発売、ISBN 978-4-575-84921-9
  8. 「スガオ君の歌が」2017年3月28日発売、ISBN 978-4-575-84953-0

### COMAGOMA
- 森下裕美 『COMAGOMA』 集英社〈ヤングジャンプ・コミックス〉、全6巻
  1. 2001年11月発売、ISBN 4-08-782665-1
  2. 2002年4月発売、ISBN 4-08-782683-X
  3. 2002年10月発売、ISBN 4-08-782697-X
  4. 2003年4月発売、ISBN 4-08-782787-9
  5. 2004年1月発売、ISBN 4-08-782067-X
  6. 2004年7月16日発売、ISBN 4-08-782077-7
- 森下裕美 『COMAGOMA ゴマちゃん』 双葉社〈アクションコミックス〉、全6巻
  1. 2017年6月12日発売、ISBN 978-4-575-84991-2
  2. 2017年8月10日発売、ISBN 978-4-575-85017-8
  3. 2017年10月12日発売、ISBN 978-4-575-85046-8
  4. 2017年12月12日発売、ISBN 978-4-575-85079-6
  5. 2018年2月10日発売、ISBN 978-4-575-85116-8
  6. 2018年4月12日発売、ISBN 978-4-575-85141-0

### 青少年アシベ
- 森下裕美 『青少年アシベ』 双葉社〈アクションコミックス/月刊アクション〉、全9巻
  1. 2018年4月12日発売[8]、ISBN 978-4-575-85136-6
  2. 2019年3月28日発売[9]、ISBN 978-4-575-85289-9
  3. 2020年2月28日発売[10]、ISBN 978-4-575-85417-6
  4. 2020年10月28日発売[11]、ISBN 978-4-575-85506-7
  5. 2021年9月9日発売[12]、ISBN 978-4-575-85639-2
  6. 2022年7月12日発売[13]、ISBN 978-4-575-85739-9
  7. 2023年8月9日発売[14]、ISBN 978-4-575-85870-9
  8. 2024年3月12日発売[15]、ISBN 978-4-575-85942-3
  9. 2025年2月27日発売[16]、ISBN 978-4-575-86062-7

### 小3アシベ QQゴマちゃん
- 森下裕美 『小3アシベ QQゴマちゃん』 双葉社〈アクションコミックス〉、既刊3巻（2025年1月9日現在）
  1. 2022年4月25日発売[17]、ISBN 978-4-575-85709-2
  2. 2023年8月9日発売[18]、ISBN 978-4-575-85869-3
  3. 2025年1月9日発売[19]、ISBN 978-4-575-86041-2

## アニメ

### OVA・第1作
まず1991年1月21日から5月21日までレンタルビデオ用のOVAが展開された。後にセルビデオも発売している。
第1期はOVAと並行する状態で開始し、まず1991年4月11日から9月26日までTBS系列にて放送された。当初はこの2クール・全25回で終了する予定であったが、反響が高かったことから放送枠を移動の上で1クールの延長が決定。第25回以降はローカル枠に移動し、TBSほかにて10月5日から12月28日まで放送された。全37回・計111話。
第2期『少年アシベ2』は1992年10月3日から1993年3月27日までTBSほかにて放送。全25回・計75話。
最高視聴率は第1期第37回（最終回）の18.2%（1991年12月28日放送、関東地区・ビデオリサーチ調べ）。これは平成以降のTBS土曜日夕方5時半のアニメ・特撮枠で最も高い数字であった。なお全国ネット時代の最高視聴率は第22回の12.8%（1991年9月12日放送、関東地区・ビデオリサーチ調べ）であった。

#### 製作

##### 放送枠
本作を放送するにあたり『JNN報道特集』の枠を移動して『ちびまる子ちゃん』（フジテレビ）にぶつける事が検討されたことがあった。しかし、当時の原作版元（集英社）・制作会社（ライフワーク・日本アニメーション）・スタッフ・スポンサー（タカラ）がすべて同じである事などから実現せず、『いい旅・日本』の後番組として木曜19時枠で放送されることとなった。
前述の枠移動により全国ネット枠での最後の放送となった第24回では、通常キャラクターによって行われる次回予告の代わりに本作の一場面と放送枠変更のテロップで構成された映像を映し、局アナが放送枠変更のコメントを読み上げるものに差し替えられた。

##### キャスティング
アシベ役は、OVAでは高山みなみが演じてたが、テレビアニメ版では坂本千夏に交代されている。また、アシベの父ちゃん役は当初石丸博也が演じていたが、こちらはテレビアニメの開始とともに龍田直樹へと統一されている。
ナレーションは当初中西妙子だったが、枠移動と共に堀内賢雄へと交代。第2期は鈴木勝美へと再び交代している。特徴として中西は丁寧語で、堀内と鈴木は比較的シリアスな口調でナレーションをしていた。

##### 特徴
原作は青年誌で連載されているためブラックユーモアが多く含まれていたが、テレビアニメは全日帯の放送であることや放送コードなどの問題もあり、一部割愛・改変されている。

#### スタッフ（OVA）
- 原作 - 森下裕美
- 監督 - 石黒昇
- 音楽 - 荒川敏行
- 美術監督 - 千々波美恵子
- 制作協力 - 日本アニメーション
- 製作 - 日本映像

#### スタッフ（第1作）
- プロデューサー - 瀬島光雄
- 企画 - 中村俊安、井上博（第1期）
- 原作 - 森下裕美
- 監督 - 石崎すすむ
- シリーズ構成 - 東多江子（第1期）→丸尾みほ（第2期）
- 音楽 - 荒川敏行
- キャラクターデザイン - 進藤満尾、柴田則子（第1期）
- 美術監督 - 宮前光春、東篠俊寿（第1期）
- 色指定 - 鈴城るみ子、渡辺芙美子、松浦恵理子、黒木幸恵
- 特殊効果 - 鈴城るみ子、牟田努、森千草、橋爪朋二
- 撮影監督 - 金子仁（第1期）→鳥越一志（第2期）
- 編集 - 鶴淵友彰、片石文栄（第1期）
- 音響監督 - 早瀬博雪
- 音響制作 - 音響映像システム（現：サンオンキョー）
- 整音 - 佐藤千明・久保田耕司（第1期）→大石幸平（第2期）
- 効果 - 新井秀徳（FIZZ SOUND）
- スタジオ - アバコスタジオ（第1期）、タクトスタジオ
- 現像 - 東京現像所
- 制作担当 - 河野英一・川合弘子・白石忠一（第1期）→安部正次郎（第2期）、真田久美子（第2期第1回）
- 制作デスク - 村竹保則（第1期）
- アニメーション制作協力 - 日本アニメーション
- アニメーション制作 - ライフワーク
- 製作 - 日本映像、日映エージェンシー（第1期）、TBS[注 10]

#### 主題歌（第1作）
「リトル・ダーリン」
田村英里子による第1期第1回 - 第5回オープニングテーマ。作詞は松本隆、作曲は平井夏美、編曲は井上鑑。
まで使用。
「まかせて! チン・トン・シャン」
田村英里子による第1期第6回 - 第37回オープニングテーマ。作詞は中田有博、作曲・編曲は馬飼野康二。
「愛のナイチンゲール」
田村英里子による第1期第1回 - 第5回エンディングテーマ。作詞は松本隆、作曲は山口美央子、編曲は井上鑑。
「リトル・ダーリン」
田村英里子による第1期第6回 - 第37回エンディングテーマ。作詞は松本隆、作曲は平井夏美、編曲は井上鑑。
「愛にSUNキュー」
日下ひかるによる第2期オープニングテーマ。作詞は大沢直行、作曲・編曲は平井光一。
『まかせて!チン・トン・シャン '93』
ACB（アシベ）ファミリーバンドによる第2期エンディングテーマ。編曲は平井光一。
第1期のオープニングテーマをカバーしたもの。

#### 放送局（第1作）
系列は当時のもの。
第1期第1回 - 第24回
| 放送対象地域   | 放送局         | 系列    | 放送日時           | 備考                   |
| -------------- | -------------- | ------- | ------------------ | ---------------------- |
| 関東広域圏     | 東京放送       | TBS系列 | 木曜 19:00 - 19:30 | 制作局 現：TBSテレビ   |
| 北海道         | 北海道放送     | TBS系列 | 木曜 19:00 - 19:30 |                        |
| 青森県         | 青森テレビ     | TBS系列 | 木曜 19:00 - 19:30 |                        |
| 岩手県         | 岩手放送       | TBS系列 | 木曜 19:00 - 19:30 | 現：IBC岩手放送        |
| 山形県         | テレビユー山形 | TBS系列 | 木曜 19:00 - 19:30 |                        |
| 宮城県         | 東北放送       | TBS系列 | 木曜 19:00 - 19:30 |                        |
| 福島県         | テレビユー福島 | TBS系列 | 木曜 19:00 - 19:30 |                        |
| 山梨県         | テレビ山梨     | TBS系列 | 木曜 19:00 - 19:30 |                        |
| 新潟県         | 新潟放送       | TBS系列 | 木曜 19:00 - 19:30 |                        |
| 長野県         | 信越放送       | TBS系列 | 木曜 19:00 - 19:30 |                        |
| 静岡県         | 静岡放送       | TBS系列 | 木曜 19:00 - 19:30 |                        |
| 富山県         | テレビユー富山 | TBS系列 | 木曜 19:00 - 19:30 | 現：チューリップテレビ |
| 石川県         | 北陸放送       | TBS系列 | 木曜 19:00 - 19:30 |                        |
| 中京広域圏     | 中部日本放送   | TBS系列 | 木曜 19:00 - 19:30 | 現：CBCテレビ          |
| 近畿広域圏     | 毎日放送       | TBS系列 | 木曜 19:00 - 19:30 |                        |
| 島根県・鳥取県 | 山陰放送       | TBS系列 | 木曜 19:00 - 19:30 |                        |
| 岡山県・香川県 | 山陽放送       | TBS系列 | 木曜 19:00 - 19:30 | 現：RSK山陽放送        |
| 広島県         | 中国放送       | TBS系列 | 木曜 19:00 - 19:30 |                        |
| 山口県         | テレビ山口     | TBS系列 | 木曜 19:00 - 19:30 |                        |
| 高知県         | テレビ高知     | TBS系列 | 木曜 19:00 - 19:30 |                        |
| 福岡県         | RKB毎日放送    | TBS系列 | 木曜 19:00 - 19:30 |                        |
| 長崎県         | 長崎放送       | TBS系列 | 木曜 19:00 - 19:30 |                        |
| 熊本県         | 熊本放送       | TBS系列 | 木曜 19:00 - 19:30 |                        |
| 大分県         | 大分放送       | TBS系列 | 木曜 19:00 - 19:30 |                        |
| 宮崎県         | 宮崎放送       | TBS系列 | 木曜 19:00 - 19:30 |                        |
| 鹿児島県       | 南日本放送     | TBS系列 | 木曜 19:00 - 19:30 |                        |
| 沖縄県         | 琉球放送       | TBS系列 | 木曜 19:00 - 19:30 |                        |

第1期第25回 - 第37回
| 放送対象地域   | 放送局         | 系列           | 放送日時                          | 備考                   |
| -------------- | -------------- | -------------- | --------------------------------- | ---------------------- |
| 関東広域圏     | 東京放送       | TBS系列        | 土曜 17:30 - 18:00                | 制作局 現：TBSテレビ   |
| 福島県         | テレビユー福島 | TBS系列        | 土曜 17:30 - 18:00                | 同時ネット             |
| 北海道         | 北海道放送     | TBS系列        | 土曜 16:55 - 17:25                |                        |
| 青森県         | 青森テレビ     | TBS系列        | 金曜 16:30 - 17:00                |                        |
| 岩手県         | 岩手放送       | TBS系列        | 金曜 17:30 - 18:00                | 現：IBC岩手放送        |
| 山形県         | テレビユー山形 | TBS系列        | 金曜 17:24 - 17:54                |                        |
| 宮城県         | 東北放送       | TBS系列        | 金曜 17:00 - 17:30                |                        |
| 山梨県         | テレビ山梨     | TBS系列        | 火曜 16:25 - 16:55                |                        |
| 新潟県         | 新潟放送       | TBS系列        | 金曜 17:30 - 18:00                |                        |
| 長野県         | 信越放送       | TBS系列        | 土曜 17:00 - 17:30                |                        |
| 静岡県         | 静岡放送       | TBS系列        | 金曜 16:30 - 17:00                |                        |
| 富山県         | テレビユー富山 | TBS系列        | 土曜 17:00 - 17:30                | 現：チューリップテレビ |
| 石川県         | 北陸放送       | TBS系列        | 火曜 19:30 - 20:00                |                        |
| 中京広域圏     | 中部日本放送   | TBS系列        | 土曜 16:00 - 16:30                | 現：CBCテレビ          |
| 近畿広域圏     | 毎日放送       | TBS系列        | 土曜 16:00 - 16:30                | [ 注 11 ]              |
| 島根県・鳥取県 | 山陰放送       | TBS系列        | 金曜 17:00 - 17:30                |                        |
| 岡山県・香川県 | 山陽放送       | TBS系列        | 日曜 10:30 - 11:00                | 現：RSK山陽放送        |
| 広島県         | 中国放送       | TBS系列        | 月曜 17:00 - 17:30                | [ 注 12 ]              |
| 山口県         | テレビ山口     | TBS系列        | 水曜 17:00 - 17:30                |                        |
| 愛媛県         | 南海放送       | 日本テレビ系列 | 火曜 16:00 - 16:30                | [ 注 13 ]              |
| 高知県         | テレビ高知     | TBS系列        | 木曜 16:00 - 16:30                |                        |
| 福岡県         | RKB毎日放送    | TBS系列        | 土曜 16:30 - 17:00 ↓ 平日 10:00 - | [ 注 14 ]              |
| 熊本県         | 熊本放送       | TBS系列        | 土曜 13:30 - 14:00                |                        |
| 大分県         | 大分放送       | TBS系列        | 金曜 16:30 - 17:00                |                        |
| 宮崎県         | 宮崎放送       | TBS系列        | 金曜 17:30 - 18:00                | [ 注 15 ] [ 29 ]       |
| 鹿児島県       | 南日本放送     | TBS系列        | 木曜 16:30 - 17:00                |                        |
| 沖縄県         | 琉球放送       | TBS系列        | 金曜 17:30 - 18:00                |                        |

第2期
| 放送対象地域   | 放送局             | 系列    | 放送日時                                | 備考                      |
| -------------- | ------------------ | ------- | --------------------------------------- | ------------------------- |
| 関東広域圏     | 東京放送           | TBS系列 | 土曜 17:30 - 18:00                      | 制作局 現：TBSテレビ      |
| 島根県・鳥取県 | 山陰放送           | TBS系列 | 土曜 17:30 - 18:00                      | [ 30 ]                    |
| 愛媛県         | 伊予テレビ         | TBS系列 | 土曜 17:30 - 18:00                      | 現：あいテレビ 同時ネット |
| 北海道         | 北海道放送         | TBS系列 | 土曜 16:55 - 17:25                      |                           |
| 青森県         | 青森テレビ         | TBS系列 | 水曜 16:00 - 16:30                      |                           |
| 山形県         | テレビユー山形     | TBS系列 | 土曜 17:00 - 17:30                      |                           |
| 宮城県         | 東北放送           | TBS系列 | 月曜 17:00 - 17:30                      |                           |
| 山梨県         | テレビ山梨         | TBS系列 | 金曜 16:25 - 16:55 ↓ 水曜 15:55 - 16:25 | [ 注 16 ]                 |
| 新潟県         | 新潟放送           | TBS系列 | 金曜 16:00 - 16:30                      |                           |
| 長野県         | 信越放送           | TBS系列 | 不定期放送                              |                           |
| 富山県         | チューリップテレビ | TBS系列 | 日曜 10:00 - 10:30                      |                           |
| 石川県         | 北陸放送           | TBS系列 | 土曜 17:00 - 17:30                      |                           |
| 中京広域圏     | 中部日本放送       | TBS系列 | 土曜 13:30 - 14:00                      | 現：CBCテレビ             |
| 近畿広域圏     | 毎日放送           | TBS系列 | 不定期放送                              | [ 注 17 ]                 |
| 広島県         | 中国放送           | TBS系列 | 月曜 17:00 - 17:30                      |                           |
| 福岡県         | RKB毎日放送        | TBS系列 | 土曜 16:30 - 17:00                      |                           |
| 大分県         | 大分放送           | TBS系列 | 日曜 17:00 - 17:30                      |                           |
| 沖縄県         | 琉球放送           | TBS系列 | 月曜 16:00 - 16:30                      |                           |

#### タイアップ（第1作）
ガーデックス（横浜ゴム）
本作がテレビ放映されていた1990年代前半、主人公のアシベとゴマちゃんが横浜ゴム（YOKOHAMAブランド）のスタッドレスタイヤ「ガーデックス」（現・アイスガード）のCMキャラクターに起用され、顧客向けの販促品「ゴマちゃんグッズ」や、横浜ゴムのタイヤを取扱っているカー用品店、タイヤショップ、ガソリンスタンドなどの店員が着用していた「ガーデックス」の販促用ジャンパーが存在していた。
赤い生地の「ガーデックス」の販促用ジャンパーの背中部分には、「スタッドレスはガーデックス」のキャッチコピーと、アシベとゴマちゃんが仲良く手をつないでいるイラストが描かれており、本作とのタイアップ効果とアシベとゴマちゃんの愛らしさもあって、仕事時のみならずプライベート時にも「ガーデックス」の販促用ジャンパーを着用していた業界関係者も当時は多数存在していた程だった。
大阪市交通局・大阪市営地下鉄中央線
大阪港トランスポートシステム（のちの大阪市交通局）OTSテクノポート線（のちの地下鉄中央線）開業時には同車両（OTS系・のちの24系→谷町線22系）にゴマちゃんのシールが貼られていた。

#### 関連商品
スポンサーのタカラが発売した「じたばたゴマちゃん」は約40万個出荷する大ヒット商品となった。

##### 映像ソフト（OVA・第1作）
それぞれVHS形式でリリースされたが、DVD版・Blu-ray版はいずれもリリースされず、廃盤状態となっている。
発売元は日映エージェンシー（OVA）→日本映像（第1期・第2期）。販売元はポニーキャニオン（OVA）→東芝EMI→徳間ジャパンコミュニケーションズ（第1期）→松竹ホームビデオ（第2期）。

### 第2作
『少年アシベ GO! GO! ゴマちゃん』（しょうねんアシベ ゴー! ゴー! ゴマちゃん）のタイトルでNHK Eテレの『Let's天才てれびくん』アニメ枠（毎週火曜日18:45 - 18:54〈JST〉）にて、2016年4月5日から2017年2月21日までは第1期、2017年4月4日から2018年2月13日までは第2期、2018年4月3日から2019年2月26日までは第3期、2019年4月2日から2019年12月17日まで、第4期が放送されていた。
第4期を除き、1年間の放送のうち、新作は32回で、新作の間に放送済みのエピソードの再放送が挟まる事が多かった。
再放送は、2017年4月8日から9月30日までは、毎週土曜日17:25 - 17:34（JST）第2期の第33話から第48話までされていた。また2020年4月4日から9月27日までは、毎週土曜日9:20 - 9:29（JST）第4期の一部を除くエピソードがされていた。
キャラクターデザインは第1・2期では連載当時の原作を忠実に再現していたが、一部スタッフが入れ替わった第3期からは『COMAGOMA』連載当時の画風と作者の現在の画風が合わさったものとなった。

#### アニメ第1作との相違点
- アシベの母ちゃん、ペッペッペッ、リャンリャン、リコなど身長の高い女性キャラの頭身がややデフォルメされている。
- 芦屋一家が引っ越すことになった「アシベの父ちゃんが火の不始末で建築中の家を燃やしてしまう」という理由が省かれた。
- 阿南一家が移住した国は、ネパールからアスニクル共和国[注 19]という架空の国に変更[36]。旧作と同じく、日本に帰国して、アシベの住む町で暮らし始めるが、旧作でのコラコラ島編はカットされた。
- アニメ第1作で登場していたごく一部のキャラクターが今作では未登場扱いとなっている。
- ペッペッペッの故郷がギリシャであることには一切触れられていない。また、名前も呼びづらいことになっており、笑われる描写はなくなっている。
- 第一期第13話「夏だ! 海だ! ゴマちゃんだ!」で、屋根裏の隠し部屋は建築の際に大家から許可を得て建築している。[注 20]
- アニメ第1作での初登場が比較的早かった白鳥かれんが今作での初登場が第29話からと遅く、三角関係やギャンブル好きな性格も全く触れられていない。
- 原作、およびアニメ第1作に存在しない[注 21]アニメ第2作オリジナルキャラクターのカエル「ひらお」（当キャラクターの原案は原作者の森下）が第35話より登場[37][38]（ただし名前は第37話で命名）。それに伴い王々軒ではカエル料理が出ず、リャンリャンと秋雄は共にカエルが苦手という設定が追加された。このほか、同アニメ第2作オリジナルキャラクターとしてゴマちゃん型ペットロボットの「ゴマボ」が第67話と68話のみゲストキャラクターとして、更に森下原作の漫画『なのな フォト ゴロー』に登場する仔猫のフォトちゃんが不定期ゲストキャラクターとしてそれぞれ登場している。
- 小イエティの名称がミニイエティに変更されている。
- 第39話において、ゴマちゃんのフルネームが芦屋ゴマであることが判明している。
- 第60話でスガオの家庭教師がアスニクル人（前作ではネパール人）ではなく、日本のパスポートを所持している「多田 勘太」という日本人であるという設定が明らかになっている。
- 第3シリーズからは原作の続編でもある『青少年アシベ』での設定からの逆挿入が見受けられるようになっている（例として第73話でユミコがBLの妄想を語るシーンがあったり第76話でスガオの台詞が豊かになったり第90話でサカタの兄の下の名前が判明したりなど）。
- 第4シリーズでは『COMAGOMA』の要素も取り入れており、同作から登場したマコトとゴローも登場。

#### スタッフ（第2作）
- 原作 - 森下裕美「少年アシベ」[39]
- 監督 - 近藤信宏[39]
- シリーズディレクター - 三好正人（第33話 - 第64話）→長田絵里（第65話 - ）
- シリーズ構成 - 竹内利光（第1話 - 第96話）[39]→十川誠志（第97話 - ）
- キャラクターデザイン - 黒崎知栄実（第1話 - 第64話）→菱沼祐樹（第65話 - ）
- プロップデザイン - 村田睦明（第65話 - ）
- 撮影監督 - 小川滋見（第1話 - 第64話）→笹野雄介（第65話 - ）
- 美術監督 - 藤井香織（第1話 - 第64話）→宮前光春（第65話 - ）
- 色彩設計 - 岩沢れい子（第1話 - 第45話）→相馬香菜（第46話 - 第64話）→井上あきこ（第65話 - ）
- 音響監督 - 長崎行男
- 音楽 - 加藤賢二、水谷広美（第38話 - ）
- 音楽協力 - ワーナーミュージック・ジャパン（ノンクレジット）
- 企画 - 中野哲→斉田秀之、堀内大示（途中まで）、ビンセント・ショーティノ→田中健太郎、庄盛克也、米村裕子→押田敦、大橋千恵雄、春山ゆきお→吉野廣樹、黒岩利之、桜井康彦、野田孝寛、津田好久→中尾勇一、林雅之→原田弘良、飛田野和彦、武智恒雄
- アニメーションプロデューサー - 中山浩太郎、井口貴史
- アニメーション制作担当 - 高橋宏一、斉藤友紀→菅野省吾（第33話 - ）
- プロデューサー - 吉原聡、高橋由美、池田俊貴、吉田健人（第65話 - ）
- 制作統括 - 八木雪子→柴田裕司（第33話 - ）、鈴木健介
- 編集 - 丹彩子
- 効果 - 高梨絵美
- 録音 - 小長谷啓太
- 音響制作 - 一ノ宮ゆうき→中田翔太→岡村歩美（ダックスプロダクション）
- アニメーション制作 - ブリッジ（第1話 - 第96話）、フウシオスタジオ（第1話 - 第64話）→studioぱれっと（第65話 - ）、シンエイ動画（第97話 - ）
- エンディング絵コンテ・演出 - 吉川佳織（第97話 - ）
- 製作 - Team Goma[40]
- 著作権表示 - （C）森下裕美・OOP／Team Goma

#### 主題歌（第2作）
※CDシングル発売元、およびダウンロードシングル配信元は全てワーナーミュージック・ジャパン。
オープニングテーマ
「ハロートゥモロー」（第1話 - 第32話）
作詞・作曲・編曲 - ジミーサムP / 歌 - ろん
「GO! GO! 大好きがいっぱい」（第33話 - 第64話）
作詞 - 渡辺なつみ / 作曲 - 家原正樹、小久保祐希 / 編曲 - 家原正樹 / 歌 - テツandトモ
「LET'S GO JUMP☆」（第65話 - 第96話）
作詞・作曲・編曲 - 後藤康二（ck510） / 歌 - 尾崎由香
「Smile! Smile! Smile!」（第97話 - 第120話）
作詞・作曲・編曲 - 北川勝利（ROUND TABLE） / 歌 - 尾崎由香
エンディングテーマ
「ゴマムー」（第1話 - 第32話）
作詞 - いつか & RYO-Z / 作曲 - いつか & YASUHITO YAMADA / 編曲 - YASUHITO YAMADA / 歌 - Charisma.comとRYO-Zお兄さん（RIP SLYME）
「あのね」（第33話 - 第64話）
作詞・作曲 - 安部純 / 編曲 - 武藤星児 / 歌 - バナナフリッターズ
「ゴマウェイ」（第65話 - 第96話）
作詞 - ナナホシ管弦楽団 / 作曲・編曲 - 岩見陸 / 歌 - 島爺
「Come on! Come on!」（第97話 - 第120話）
作詞 - Sonar Pocket / 作曲 - 渡部＂anchang＂貴彦 & NAOKI-T / 編曲 - NAOKI-T / 歌 - Sonar Pocket

#### 各話リスト（第2作）
| 話数                      | サブタイトル                  | 脚本                    | 絵コンテ                | 演出                    | 作画監督 （原画含む）   | 放映日                  |
| 第1期（第1話 - 第32話）   | 第1期（第1話 - 第32話）       | 第1期（第1話 - 第32話） | 第1期（第1話 - 第32話） | 第1期（第1話 - 第32話） | 第1期（第1話 - 第32話） | 第1期（第1話 - 第32話） |
| ------------------------- | ----------------------------- | ----------------------- | ----------------------- | ----------------------- | ----------------------- | ----------------------- |
| 1                         | ゴマちゃんがきた!             | 竹内利光                | 近藤信宏                | 大西景介                | 黒崎知栄実              | 2016年 4月5日           |
| 2                         | およげ! ゴマちゃん            | 十川誠志                | 大西景介                | 秦義人                  | 田宮衛                  | 4月12日                 |
| 3                         | アイスが食べたい!             | 福田裕子                | 石山タカ明              | 西畑佑紀 大西景介       | 瀧本愛                  | 4月19日                 |
| 4                         | アシベくんに会いたい!         | 竹内利光                | 近藤信宏                | 西野武志 大西景介       | 前嶋弘史                | 4月26日                 |
| 5                         | ドキドキ! 水族館!             | 十川誠志                | 大西景介                | 大西景介                | 武田芽衣                | 5月10日                 |
| 6                         | ゴマちゃんがほしい!           | 福田裕子                | 松林唯人                | 松林唯人                | 今木宏明                | 5月17日                 |
| 7                         | スガオくんの先生              | 下山健人                | 石山タカ明              | 小野田雄亮              | 北島勇樹                | 5月24日                 |
| 8                         | ペッペッペッさんのゆううつ    | 下山健人                | 石山タカ明              | 稲葉友紀                | 相枝風香                | 5月31日                 |
| 9                         | わんわん軒のリャンリャン      | 竹内利光                | 嶌田惣一                | 嶌田惣一                | 清水厚貴                | 6月14日                 |
| 10                        | アシベくんからの手紙          | 十川誠志                | 山崎立士                | 山崎立士                | 瀧本愛                  | 6月21日                 |
| 11                        | 夏だ! プールだ! ゴマちゃんだ! | 十川誠志                | 寺東克己                | 辻橋綾佳                | 遠藤省二                | 6月28日                 |
| 12                        | みんなウトウト                | 福田裕子                | 井内秀治                | 北川正人                | 前嶋弘史                | 7月5日                  |
| 13                        | 夏だ! 海だ! ゴマちゃんだ!     | 福田裕子                | 井内秀治                | ホッチカズヒロ          | 武田芽衣                | 7月12日                 |
| 14                        | アシベの参観日                | 十川誠志                | ワタナベシンイチ        | 西畑佑紀                | 中武学                  | 9月6日                  |
| 15                        | ゴマちゃんVSネコ              | 十川誠志                | 和田高明                | 和田高明                | 和田高明                | 9月13日                 |
| 16                        | はい! チーズ!                 | 下山健人                | ワタナベシンイチ        | 関田修                  | 大森理恵 北島勇樹       | 9月20日                 |
| 17                        | とべ! とべ! ゴマちゃん!       | 福田裕子                | ワタナベシンイチ        | ワタナベシンイチ        | 相枝風香                | 9月27日                 |
| 18                        | よーいドン!                   | 福田裕子                | ワタナベシンイチ        | 松浦歩弥                | 吉川佳織                | 10月11日                |
| 19                        | 天堂先生のお見合い            | 下山健人                | 山崎立士                | 山崎立士                | 瀧本愛                  | 10月18日                |
| 20                        | スマイル! 完治くん!           | 下山健人                | 嶌田惣一                | 嶌田惣一                | 後藤依子                | 10月25日                |
| 21                        | 帰ってきて 母ちゃん!          | 十川誠志                | 数井浩子                | 北川正人                | 前嶋弘史                | 11月8日                 |
| 22                        | ゆうまくんちのヒミツ          | 十川誠志                | 松浦歩弥                | 松浦歩弥                | 武田芽衣                | 11月15日                |
| 23                        | ゴマちゃんになりたい!         | 竹内利光                | 誌村宏明                | 辻橋綾佳                | 遠藤省二                | 11月22日                |
| 24                        | ゴマちゃん魚市場へゆく        | 十川誠志                | 山崎立士                | 山崎立士                | 相枝風香                | 12月6日                 |
| 25                        | ゴマちゃんと雪                | 十川誠志                | 誌村宏明                | 辻橋綾佳                | 只野和子                | 12月13日                |
| 26                        | 年忘れ! ゴマちゃん歌合戦!     | 福田裕子                | 数井浩子                | カトウキューイチ        | 糸島雅彦                | 12月20日                |
| 27                        | ゴマちゃんなんて大キライ!     | 福田裕子                | 嶌田惣一                | 嶌田惣一                | 関川成人                | 2017年 1月10日          |
| 28                        | 先生の修行                    | 下山健人                | 誌村宏明                | 西畑佑紀                | 瀧本愛 吉川佳織         | 1月17日                 |
| 29                        | みんなで温泉旅行              | 下山健人                | ワタナベシンイチ        | 北川正人                | 前嶋弘史                | 1月31日                 |
| 30                        | アシベくんにとどけ!           | 竹内利光                | 近藤信宏                | 西畑佑紀                | 相枝風香                | 2月7日                  |
| 31                        | アシベの誕生日                | 竹内利光                | 近藤信宏                | 松浦歩弥 武田芽衣       | 瀧本愛                  | 2月14日                 |
| 32                        | スガオくんに会いにいこう!     | 竹内利光                | 近藤信宏                | ホッチカズヒロ          | 武田芽衣                | 2月21日                 |
| 第2期（第33話 - 第64話）  |                               |                         |                         |                         |                         |                         |
| 33                        | 帰ってきたゴマちゃん          | 竹内利光                | 近藤信宏                | 三好正人                | 黒崎知栄実              | 2017年 4月4日           |
| 34                        | 今日から新学期!               | 竹内利光                | 近藤信宏                | 三好正人                | 黒崎知栄実              | 4月11日                 |
| 35                        | ケロケロゴマちゃん            | 竹内利光                | ワタナベシンイチ        | 西畑佑紀                | 前嶋弘史                | 4月18日                 |
| 36                        | 飛べ! ゴマちゃん号            | 十川誠志                | 近藤信宏                | 西畑佑紀                | まつもとひろし          | 4月25日                 |
| 37                        | イエティがいっぱい!           | 福田裕子                | ワタナベシンイチ        | 西畑佑紀                | 島袋美由紀              | 5月9日                  |
| 38                        | ペッペッペッさん危機一髪!     | 十川誠志                | 山崎立士                | 山崎立士                | 新城真                  | 5月16日                 |
| 39                        | ドキドキ歯医者さん!           | 福田裕子                | 福元しんいち            | 福元しんいち            | 能海知佳 亀山千夏       | 5月23日                 |
| 40                        | ヒミツの母ちゃん              | 山田花名                | 数井浩子                | 秦義人                  | 今田茜                  | 6月6日                  |
| 41                        | 完治くんとこねこ              | 十川誠志                | ワタナベシンイチ        | 西畑佑紀                | 前嶋弘史                | 6月13日                 |
| 42                        | 雨ふりゴマちゃん              | 福田裕子                | 石山タカ明              | 西畑佑紀                | 田宮衛                  | 6月20日                 |
| 43                        | アザラシの恩返し              | いよく直人              | ワタナベシンイチ        | 西畑佑紀                | 島袋美由紀              | 6月27日                 |
| 44                        | キャンプでキュー!             | いよく直人              | 福元しんいち            | 福元しんいち            | 石堂伸晴 亀山千夏       | 7月4日                  |
| 45                        | アシベとスガオの夏祭り        | 十川誠志                | 福元しんいち            | 福元しんいち            | 平田かほる 小幡公春     | 7月11日                 |
| 46                        | わんわんゴマちゃん            | 福田裕子                | 山田浩之                | 山田浩之                | 新城真 阿部美佐緒       | 9月5日                  |
| 47                        | オイラはヒーロー!             | 松浦歩弥                | 松浦歩弥                | 浜田将太                | 瀧本愛                  | 9月12日                 |
| 48                        | やきもちゴマちゃん            | いよく直人              | 誌村宏明                | 北久保弘之              | 志条ユキマサ            | 9月19日                 |
| 49                        | ゴマちゃんホテルへようこそ!   | 福田裕子                | 誌村宏明                | 三好正人                | 浅見恵美                | 10月3日                 |
| 50                        | 奈良 名所巡りミステリー       | 山田リンダ              | ワタナベシンイチ        | 尾崎正善                | 浅見恵美                | 10月10日                |
| 51                        | ペッペッペッさんのケーキ教室  | 十川誠志                | 山崎立士                | 山崎立士                | まつもとひろし          | 10月17日                |
| 52                        | スガオパパと巻き毛            | 十川誠志                | 日高政光                | ホッチカズヒロ          | 及川博史                | 10月24日                |
| 53                        | 南先生のメガネ                | 山田花名                | ワタナベシンイチ        | 西野武志                | 前嶋弘史                | 11月7日                 |
| 54                        | おやすみひらお                | 福田裕子                | 福元しんいち            | 福元しんいち            | 槙麻里奈                | 11月14日                |
| 55                        | ペッペッペッさんのヒ・ミ・ツ  | いよく直人              | 山崎立士                | 山崎立士                | 坂本次男                | 11月21日                |
| 56                        | リャンリャンとヒトシくん      | 十川誠志                | 山崎立士                | 山崎立士                | まつもとひろし          | 12月5日                 |
| 57                        | 打倒!博愛固め                 | いよく直人              | 山田浩之                | 山田浩之                | 新城真                  | 12月12日                |
| 58                        | おたすけゴマちゃん            | 福田裕子                | ワタナベシンイチ        | 近藤一英                | 前嶋弘史                | 12月19日                |
| 59                        | 星に願いを                    | 福田裕子                | ワタナベシンイチ        | 尾崎正善                | 浅見恵美                | 2018年 1月9日           |
| 60                        | さらばアスニクル              | 山田花名                | 福元しんいち            | 福元しんいち            | 能海知佳                | 1月16日                 |
| 61                        | ゴマちゃん オン アイス        | 松浦歩弥                | 誌村宏明                | 浜田将太                | 及川博史                | 1月23日                 |
| 62                        | さっぽろゴマちゃん            | 竹内利光                | 山田浩之                | 三好正人                | 新城真                  | 1月30日                 |
| 63                        | さよならなんて言わないよ!     | 竹内利光                | 福元しんいち            | 福元しんいち            | まつもとひろし          | 2月6日                  |
| 64                        | ごめんねゴマちゃん            | 竹内利光                | 近藤信宏                | ホッチカズヒロ          | 黒崎知栄実 平田かほる   | 2月13日                 |
| 第3期（第65話 - 第96話）  |                               |                         |                         |                         |                         |                         |
| 65                        | スーパーアザラシ ゴマちゃん   | 竹内利光                | 近藤信宏                | 西畑佑紀                | 村田睦明                | 2018年 4月3日           |
| 66                        | オイラたちに明日はない!       | 竹内利光                | 長田絵里                | 福元しんいち            | 村田睦明                | 4月10日                 |
| 67                        | ゴマボが来た!                 | 竹内利光                | ワタナベシンイチ        | 尾崎正善                | 在原治代                | 4月17日                 |
| 68                        | アスニクルにロボガクル        | 福田裕子                | ワタナベシンイチ        | 石田博之                | 飯村一夫                | 4月24日                 |
| 69                        | ゴマちゃんVS赤ちゃん          | 福田裕子                | 山田浩之                | 濱田将太                | 新城真                  | 5月8日                  |
| 70                        | 走れ!ゴマちゃん               | いよく直人              | 山崎立士                | 山崎立士                | 小和田良博              | 5月15日                 |
| 71                        | アシベのポケット              | うえのきみこ            | 山崎立士                | 山崎立士                | 村田睦明                | 5月22日                 |
| 72                        | チットちゃんの贈り物          | 竹内利光                | 福元しんいち            | 福元しんいち            | 村田睦明                | 6月5日                  |
| 73                        | おかえりスガオくん!           | 竹内利光                | 長田絵里                | 西畑佑紀                | 村田睦明                | 6月12日                 |
| 74                        | スガオVSゴマちゃん            | 清水恵                  | 福元しんいち            | 近藤一英                | 白石悟                  | 6月19日                 |
| 75                        | 夜ふかしアシベ                | うえのきみこ            | 山崎立士                | 山崎立士                | 及川博史                | 6月26日                 |
| 76                        | メ〜メ〜ゴマちゃん            | 福田裕子                | ソエジマヤスフミ        | ソエジマヤスフミ        | 村田睦明                | 7月3日                  |
| 77                        | 恋する湘南海岸ミステリー      | 山田リンダ              | 福元しんいち            | 福元しんいち            | 村田睦明                | 7月10日                 |
| 78                        | ゴマちゃんと影                | いよく直人              | ワタナベシンイチ        | 尾崎正善                | 在原治代                | 9月4日                  |
| 79                        | さよなら天堂先生              | 福田裕子                | 山田浩之                | 福本しんいち            | 新城真                  | 9月11日                 |
| 80                        | つまみぐい                    | うえのきみこ            | ワタナベシンイチ        | 尾崎正善                | 在原治代                | 9月18日                 |
| 81                        | 激ウマ!チャーハン選手権       | うえのきみこ            | 山崎立士                | 山崎立士                | 小和田良博              | 10月2日                 |
| 82                        | 大人なアシベ                  | いよく直人              | 山崎立士                | 山崎立士                | 村田睦明                | 10月9日                 |
| 83                        | アシベと魔法のランプ          | うえのきみこ            | ソエジマヤスフミ        | ソエジマヤスフミ        | 吉川佳織                | 10月16日                |
| 84                        | 名探偵ゆうま                  | いよく直人              | 長田絵里                | 長田絵里                | 村田睦明                | 10月30日                |
| 85                        | 商人アシベ                    | いよく直人              | 徳山太郎                | 浜田将太                | 小和田良博              | 11月6日                 |
| 86                        | ゴマのフレンズ                | うえのきみこ            | ワタナベシンイチ        | 加藤峻一                | 村田睦明                | 11月13日                |
| 87                        | 面接官アシベ                  | 清水恵                  | ワタナベシンイチ        | 尾崎正善                | 在原治代                | 11月20日                |
| 88                        | アシベのヒミツ                | いよく直人              | 松田桂子                | 本間修                  | 合田真さ美              | 12月4日                 |
| 89                        | ユミコのしりとり道場          | 清水恵                  | 稲葉友紀                | 稲葉友紀                | 吉川佳織                | 12月11日                |
| 90                        | GO!GO!ゴマチューバー          | 福田裕子                | 山田浩之                | 山田浩之                | 新城真                  | 12月18日                |
| 91                        | ゴマデレラ                    | 福田裕子                | 中田彩郁                | 中田彩郁                | 吉崎誠                  | 2019年 1月8日           |
| 92                        | ゴマちゃんの雪まつり          | 清水恵                  | 山崎立士                | 山崎立士                | アベ正己 村田睦明       | 1月15日                 |
| 93                        | チットちゃんにとどけ!         | 竹内利光                | ソエジマヤスフミ        | ソエジマヤスフミ        | 高松さや 吉川佳織       | 1月29日                 |
| 94                        | ゴマちゃん卒業                | 竹内利光                | 長田絵里                | 長田絵里                | 村田睦明                | 2月5日                  |
| 95                        | ドットちゃんとゴマちゃん      | 竹内利光                | 近藤信宏                | 石田博之                | 在原治代                | 2月19日                 |
| 96                        | みんなの想い                  | 竹内利光                | 近藤信宏                | 稲葉友紀                | 菱沼祐樹 吉川佳織       | 2月26日                 |
| 第4期（第97話 - 第120話） |                               |                         |                         |                         |                         |                         |
| 97                        | ゴマちゃんのおうち            | 十川誠志                | ワタナベシンイチ        | 福元しんいち            | 小幡公春 髙松さや       | 2019年 4月2日           |
| 98                        | フォトちゃん 天使の歌声       | 十川誠志                | 近藤信宏                | 福元しんいち            | 小幡公春                | 4月9日                  |
| 99                        | ごめんなさい                  | 十川誠志                | 福元しんいち            | 福元しんいち            | アベ正己                | 4月16日                 |
| 100                       | あたらしいともだち            | 福田裕子                | 福元しんいち            | 福元しんいち            | 吉川佳織                | 4月23日                 |
| 101                       | サカタのこい                  | 福田裕子                | ワタナベシンイチ        | 尾崎正善                | 在原治代                | 5月7日                  |
| 102                       | だきつきたい                  | 十川誠志                | 山﨑立士                | 山﨑立士                | 浜田勝                  | 5月14日                 |
| 103                       | まねきゴマちゃん              | 十川誠志                | 山﨑立士                | 山﨑立士                | アベ正巳                | 5月21日                 |
| 104                       | お手伝いアシベ                | 十川誠志                | 近藤信宏                | 笛木早紀子              | 小幡公春                | 6月4日                  |
| 105                       | みんなでケロケロ              | 福田裕子                | ワタナベシンイチ        | 笛木早紀子              | 浜田勝                  | 6月11日                 |
| 106                       | あさがおを咲かせよう          | 十川誠志                | 近藤信宏                | 橋本直人                | 小幡公春                | 6月18日                 |
| 107                       | 夏のおくりもの                | 野村祐一                | ワタナベシンイチ        | 尾崎正善                | 在原治代                | 6月25日                 |
| 108                       | お世話になります              | 十川誠志                | 稲葉友紀                | 稲葉友紀                | 吉川佳織                | 7月2日                  |
| 109                       | キューテレ放送中!             | 福田裕子                | 山田浩之                | 山田浩之                | 小幡公春                | 7月9日                  |
| 110                       | ほしいものがいっぱい          | うえのきみこ            | 稲葉友紀                | 稲葉友紀                | 吉川佳織                | 9月3日                  |
| 111                       | ゴマちゃんとルリコちゃん      | 十川誠志                | 山﨑立士                | 山﨑立士                | 浜田勝                  | 9月10日                 |
| 112                       | くりひろいはナゾだらけ        | 本田雅也                | 橋本直人                | 橋本直人                | 小幡公春                | 9月17日                 |
| 113                       | タイヘンな運動会              | 十川誠志                | 稲葉友紀                | 稲葉友紀                | 吉川佳織                | 10月1日                 |
| 114                       | かまってゴマちゃん            | 野村祐一                | 山﨑立士                | 山﨑立士                | はしもとかつみ          | 10月8日                 |
| 115                       | おそうじパニック              | 本田雅也                | 山田浩之                | 山田浩之                | 小幡公春                | 10月29日                |
| 116                       | サッカー大好き                | 山田リンダ              | ワタナベシンイチ        | 尾崎正善                | 在原治代                | 11月5日                 |
| 117                       | 少年アシベ YO!YO!ゴマちゃん   | 福田裕子                | 稲葉友紀                | 稲葉友紀                | 吉川佳織                | 11月12日                |
| 118                       | マコトちゃんのゴマちゃん?     | うえのきみこ            | ソエジマヤスフミ        | ソエジマヤスフミ        | 大武正枝                | 11月19日                |
| 119                       | ゴマちゃんのクリスマス 前編   | 十川誠志                | 近藤信宏                | 尾崎正善                | 在原治代                | 12月10日                |
| 120                       | ゴマちゃんのクリスマス 後編   | 十川誠志                | 近藤信宏                | 長田絵里                | 小幡公春                | 12月17日                |

※夏休み期間中（一部地域を除き7月中旬 - 8月末）、および春休み期間中（3月）は既存エピソードからセレクトされたアンコール放送が行われるため新規エピソードは原則として放送休止。
※2016年10月4日放送分は特集番組『わらたまドッカ〜ン』放送のため放送休止。
※ 2017年1月3日放送分、および2018年1月2日放送分、2019年1月1日放送分はいずれも新年特別番組編成のため放送休止。
※ 2019年3月12日・19日放送分は特別番組『てれび戦士特別ミッション パラスポーツを調査せよ!「ゴールボール編」』放送のため再放送の放送休止。
※第33〜48話は、土曜日17時25分から再放送も行われていた。
※第97〜118話は、2020年4月4日から9月27日まで土曜日9時20分から再放送も行われていた。

#### 放送局（第2作）
| 放送期間 | 放送時間           | 放送局    | 対象地域 | 備考                                                               |
| --- | ------------------ | --------- | -------- | ------------------------------------------------------------------ |
| 2016年4月5日 - 2017年2月21日 2017年4月4日 - 2018年2月13日 2018年4月3日 - 2019年2月26日 2019年4月2日 - 2019年12月17日 | 火曜 18:45 - 18:54 | NHK Eテレ | 日本全域 | Let's天才てれびくん（第1期）→ 天才てれびくんYOU（第2期 - 第4期）内 |

| 配信期間 | 配信時間      | 配信サイト         | 備考                   |
| --- | ------------- | ------------------ | ---------------------- |
| 2016年4月6日 - 2017年3月1日 2017年4月5日 - 2018年2月28日 2018年4月4日 - 2019年3月6日 2019年4月3日 - 12月18日 | 水曜12:00更新 | ニコニコチャンネル | 最新話期間限定無料配信 |
| 2016年4月9日 - 2017年3月3日 2017年4月8日 - 2018年3月2日 2018年4月7日 - 2019年3月9日 2019年4月6日 - 12月21日  |               | GYAO!              |                        |

- 映像ソフト化については、KADOKAWA メディアファクトリー（えむえふキッズ）よりDVD-BOXが発売された。Blu-ray版はリリースされていない。
- バンダイチャンネルでも配信されている[48]。

#### タイアップ・コラボレーション（第2作）
江ノ島
2016年8月1日から31日まで『湘南アシベ』と題した観光タイアップが行われた。
クレヨンしんちゃん
版権元が同じく双葉社つながりとして、度々コラボグッズなどを展開している。2016年の『シロゴマ』を皮切りに、2017年からは2作が集結したポップアップショップを全国各地を巡回する形で行われたりなどしている。
スイーツパラダイス
2017年3月から4月までにかけて4店舗（新宿ミロード店、本厚木ミロード店、ららぽーと東京ベイ店、ららぽーとEXPOCITY店）にてコラボレーションカフェが開催された。
東急百貨店本店
2017年8月2日から9日まで『シブヤキュ ハラジュキュ イットキュ～? GO! GO! ゴマちゃんパーク』、2018年8月7日から14日まで『30th Anniversary 周年アシベ ～GO! GO! ゴマちゃんパーク～』とそれぞれ題した展示イベントが行われた。
サンリオ
2018年末より同社のキャラクターのひとつである『ぐでたま』とのコラボグッズが丸井による「マルイノアニメ」やA3によるアニメショップ「GraffArt Market（グラフアートマーケット）」で展開されたポップアップショップを中心に販売された。
スーパーロボット大戦X-Ω（バンダイナムコエンターテインメント、スマートフォンゲームアプリ）
2019年4月16日から23日までの期間限定イベントにてアシベ、ゴマちゃん、ゴマボが登場。『翠星のガルガンティア』とのコラボレーションが描かれた。

#### コミカライズ
いずれも原作：森下裕美、作画：おぎのじゅんこ、監修：Team Goma、出版元：双葉社。
- 『月刊アクション』2016年6月号から2017年5月号までコミカライズ連載。各話エピソードはアニメ第3作1期に準拠している。
- 『まんがタウン』2017年6月号から2018年4月号までコミカライズ連載。各話エピソードはアニメ第3作2期に準拠している。

## ゲーム作品
少年アシベ ゆうえんちパニック
1991年9月27日、タカラ（現・タカラトミー）より発売。ゲームボーイ用ソフト。ロールプレイングゲーム。
経験値やレベルの概念がないためプレイヤーキャラのステータスは一定。しかも「ゴマちゃん」コマンドで戦闘中でも移動中でも無償で全回復できるため、戦闘の戦略性は極めて乏しい。敵のデザインの造形も適当であり、敵の攻撃はすべて通常攻撃であり能力差もない。武器や防具も一切なく、極めて単調なゲーム内容であり、これらのことからゲームとしての評価はかなり低い。
少年アシベ ネパール大冒険の巻
1991年11月15日、タカラ（現・タカラトミー）より発売。ファミコン用ソフト。アドベンチャーゲーム。
少年アシベ ゴマちゃんのゆうえんち大冒険
1992年12月22日、タカラ（現・タカラトミー）より発売。スーパーファミコン用ソフト。アクションゲーム。
少年アシベ GO!GO!ゴマちゃん キュ〜トなゴマちゃんいっぱいパズル
2017年4月19日、フリューより配信。ニンテンドー3DSダウンロードソフト。パズルゲーム。
タッチパネルを活かした一筆書きパズル。パズルのシステムは同社が以前にリリースしている『ねむネコ パズルでも寝ています』『ベイブレードバースト ベイロガープラス&パズル』『干物妹!うまるちゃん だらっとパズル』『おそ松さん ニート脱出スパイラル!!』と共通する。

## 展覧会
少年アシベ GO!GO!ゴマちゃん展（2017年）
2017年10月1日から31日まで奈良県奈良市で開催された「奈良県大芸術祭」内のまちなかアートの一環として行われた。なお、キービジュアルとしてイベントに合わせた衣装を着たアシベ、リャンリャン、ペッペッペッさんが描き下ろされた。
少年アシベ30周年記念展 ～青少年アシベのつくりかた～（2018年）
本作の30周年を記念して東京と大阪の2ヶ所で開催された。東京会場は2018年4月19日から21日まで東京都千代田区飯田橋のギャラリー・space TORICO マンガ展にて、大阪会場は2018年10月5日から31日まで大阪市中央区のギャラリー・船場センタービル2号館 マンガ展 OSAKAにてそれぞれ行われた。また、大阪会場の展示の一部は前述の『30th Anniversary 周年アシベ ～GO! GO! ゴマちゃんパーク～』（東急百貨店本店）から引き続き使用された。サブタイトルの通り、主に森下だけでなく『青少年アシベ』の作画担当を務める笑平による展示もされた。
森下裕美展in田原本町 ～アシベとゴマちゃんがやってくる！～（2021年）
2021年1月9日から24日まで奈良県田原本町の公共施設・田原本町立図書館にて開催された。
少年アシベ展～森下裕美の世界～（2021年）
2021年3月20日から5月30日まで宮城県石巻市の美術館・石ノ森萬画館にて開催された。
少年アシベ33周年記念展『ゴマの湯』（2021年）
本作の33周年を記念して2021年9月に東京都世田谷区阿佐ヶ谷のギャラリー・VOIDにて開催された。『30周年記念展』と同様、森下だけでなく『青少年アシベ』の作画担当を務める笑平による展示もされる。

## 舞台
舞台「青少年アシベ」というタイトルで2022年7月13日から17日に大手町三井ホールにて上演された。

### キャスト（舞台）
- 芦屋アシベ - 熊谷魁人
- 阿南スガオ - 小坂涼太郎
- 麻原遊馬 - 谷水力
- 加藤マコト - 松田彩希
- 坂田新一 - 田中尚輝
- 天地まお - 松谷賢示
- 荒川ユミコ - 佐久間比呂美[注 22]
- 東山健司郎 - ぎんしゃむ
- ララ・ライト - 森公平
- アミル - 塩見奈映
- チット・チット・プー - 市川美織
- スガオの母 - 芳賀優里亜
- スガオの父 - 兼崎健太郎
- ゴマちゃんの声 - 東山奈央（声の出演）

### スタッフ（舞台）
- 原作 - 森下裕美、笑平「青少年アシベ」（双葉社 *アクションコミックス）
- 脚本 - 倉科未和
- 演出 - 加藤真紀子